# Yacine Bezzaz
Yacine Bezzaz (tiếng Ả Rập: ياسين بزاز; sinh ngày 10 tháng 7 năm 1981 ở Grarem Gouga) là một cầu thủ bóng đá người Algérie thi đấu ở vị trí tiền vệ chạy cánh cho CS Constantine ở Giải bóng đá hạng nhất quốc gia Algérie.

## Sự nghiệp câu lạc bộ
Ngày 28 tháng 7 năm 2011, Bezzaz đạt được thỏa thuận phá vỡ hợp đồng với Troyes. Two days later, he ký bản hợp đồng 2 năm cùng với USM Alger.

## Thống kê
| Thành tích câu lạc bộ       | Thành tích câu lạc bộ | Thành tích câu lạc bộ | Giải vô địch | Giải vô địch | Cúp                 | Cúp                 | Châu lục          | Châu lục          | Tổng | Tổng |
| --------------------------- | --------------------- | --------------------- | ------------ | ------------ | ------------------- | ------------------- | ----------------- | ----------------- | ---- | ---- |
| Câu lạc bộ !\| Giải vô địch | Số trận               | Bàn thắng             | Số trận      | Bàn thắng    | Số trận             | Bàn thắng           | Số trận           | Bàn thắng         |      |      |
| Algérie                     | Algérie               | Algérie               | Giải vô địch | Giải vô địch | Cúp bóng đá Algérie | Cúp bóng đá Algérie | Châu Phi          | Châu Phi          | Tổng | Tổng |
| 1999-00                     | CS Constantine        | Hạng đấu 2            | -            | -            | -                   | -                   | -                 | -                 | -    | -    |
| 2000–01                     | CS Constantine        | Hạng đấu 1            | -            | -            | -                   | -                   | —                 | —                 | -    | -    |
| 2001–02                     | JS Kabylie            | Hạng đấu 1            | 25           | 4            | -                   | -                   | -                 | -                 | -    | -    |
| Pháp                        | Pháp                  | Pháp                  | Giải vô địch | Giải vô địch | Coupe de France     | Coupe de France     | Coupe de la Ligue | Coupe de la Ligue | Tổng | Tổng |
| 2002–03                     | Ajaccio               | Ligue 1               | 7            | 2            | -                   | -                   | 0                 | 0                 | 7    | 2    |
| 2003–04                     | Ajaccio               | Ligue 1               | 5            | 0            | 0                   | 0                   | 0                 | 0                 | 5    | 0    |
| 2004–05                     | Ajaccio               | Ligue 1               | 12           | 0            | 0                   | 0                   | 1                 | 0                 | 13   | 0    |
| 2005–06                     | Valenciennes          | Ligue 2               | 16           | 0            | 0                   | 0                   | 0                 | 0                 | 16   | 0    |
| 2006–07                     | Valenciennes          | Ligue 1               | 20           | 2            | 0                   | 0                   | 0                 | 0                 | 20   | 2    |
| 2007–08                     | Valenciennes          | Ligue 1               | 20           | 1            | 0                   | 0                   | 0                 | 0                 | 20   | 1    |
| 2008–09                     | Valenciennes          | Ligue 1               | 5            | 0            | 0                   | 0                   | 1                 | 0                 | 6    | 0    |
| 2008–09                     | Strasbourg            | Ligue 2               | 9            | 1            | 0                   | 0                   | 1                 | 0                 | 10   | 1    |
| 2009–10                     | Strasbourg            | Ligue 2               | 14           | 1            | 1                   | 1                   | 1                 | 0                 | 16   | 2    |
| 2010–11                     | Troyes                | Ligue 2               | 23           | 0            | 2                   | 2                   | 0                 | 0                 | 25   | 2    |
| Algérie                     | Algérie               | Algérie               | Giải vô địch | Giải vô địch | Cúp bóng đá Algérie | Cúp bóng đá Algérie | Châu Phi          | Châu Phi          | Tổng | Tổng |
| 2011–12                     | USM Alger             | Ligue 1               | 11           | 0            | 1                   | 0                   | 0                 | 0                 | 12   | 0    |
| 2011–12                     | CS Constantine        | Ligue 1               | 1            | 0            | 0                   | 0                   | 0                 | 0                 | 1    | 0    |
| Tổng                        | Algérie               | Algérie               | -            | -            | -                   | -                   | -                 | -                 | -    | -    |
| Tổng                        | Pháp                  | Pháp                  | 131          | 7            | 3                   | 3                   | 4                 | 0                 | 138  | 10   |
| Tổng cộng sự nghiệp         | Tổng cộng sự nghiệp   | Tổng cộng sự nghiệp   | -            | -            | -                   | -                   | -                 | -                 | -    | -    |

## Thống kê đội tuyển quốc gia
| Đội tuyển quốc gia Algérie | Đội tuyển quốc gia Algérie | Đội tuyển quốc gia Algérie |
| Năm                        | Số trận                    | Bàn thắng                  |
| -------------------------- | -------------------------- | -------------------------- |
| 2001                       | 1                          | 1                          |
| 2002                       | 1                          | 0                          |
| 2003                       | 0                          | 0                          |
| 2004                       | 1                          | 0                          |
| 2005                       | 0                          | 0                          |
| 2006                       | 0                          | 0                          |
| 2007                       | 5                          | 0                          |
| 2008                       | 6                          | 2                          |
| 2009                       | 5                          | 0                          |
| 2010                       | 2                          | 0                          |
| 2011                       | 0                          | 0                          |
| 2012                       | 1                          | 0                          |
| 2013                       | 1                          | 0                          |
| Tổng cộng                  | 23                         | 3                          |

## Bàn thắng quốc tế
| #  | Thời gian           | Địa điểm                                          | Đối thủ | Tỉ số | Kết quả | Giải đấu                                     |
| -- | ------------------- | ------------------------------------------------- | ------- | ----- | ------- | -------------------------------------------- |
| 1. | 21 tháng 7 năm 2001 | Sân vận động 19 tháng 5 năm 1956, Annaba, Algérie | Ai Cập  | 1 – 1 | 1 – 1   | Vòng loại giải vô địch bóng đá thế giới 2012 |
| 2. | 20 tháng 8 năm 2008 | Sân vận động Ferdi Petit, Le Touquet, Pháp        | UAE     | 1 – 0 | 1 – 0   | Giao hữu                                     |
| 3. | 5 tháng 9 năm 2008  | Sân vận động Mustapha Tchaker, Blida, Algérie     | Sénégal | 1 – 1 | 3 – 2   | Vòng loại giải vô địch bóng đá thế giới 2010 |

| Bàn thắng U-20 quốc tế | Bàn thắng U-20 quốc tế | Bàn thắng U-20 quốc tế | Bàn thắng U-20 quốc tế | Bàn thắng U-20 quốc tế | Bàn thắng U-20 quốc tế | Bàn thắng U-20 quốc tế                      |
| #                      | Ngày                   | Địa điểm               | Đối thủ                | Tỉ số                  | Kết quả                | Giải đấu                                    |
| ---------------------- | ---------------------- | ---------------------- | ---------------------- | ---------------------- | ---------------------- | ------------------------------------------- |
| 1.                     | 11 tháng 8 năm 2000    | Algérie                | Libya                  | 1–0                    | 1–0                    | Vòng loại Giải vô địch bóng đá trẻ châu Phi |